# プリンス・ファイサル・ビン・ファハド・スタジアム
プリンス・ファイサル・ビン・ファハド・スタジアム（アラビア語: أستاد الأمير فيصل بن فهد بن عبد العزيز、英: Prince Faisal bin Fahd Stadium）は、サウジアラビアのリヤドにある多目的スタジアムである。

## 概要
スタジアム名のプリンス・ファイサル・ビン・ファハドとは、ファハド・ビン＝アブドゥルアズィーズの第1子ファイサル・ビン・ファハド王子のこと。1971年に設立された。収容人数は28,000人。
主にサッカーの試合に用いられる。キング・ファハド国際スタジアムが完成するまでは、サウジ・プロリーグに所属するアル・ヒラルとアル・ナスルがホームスタジアムとして使用していた。
現在でもAFCチャンピオンズリーグエリートの際、リヤドを本拠地とするチームが使用することがある。また、1972年にはガルフカップの会場として使用された。

## 交通アクセス
キング・ハーリド国際空港よりタクシーで約20分。